# East Sparta

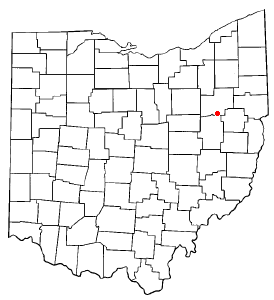
East Sparta na planie stanu Ohio

East Sparta – wieś w USA, w stanie Ohio, w hrabstwie Stark.
Liczba mieszkańców w 2010 roku wynosiła 819, a w roku 2012 wynosiła 813.